# Phytoliriomyza pacifica
Phytoliriomyza pacifica är en tvåvingeart som beskrevs av Axel Leonard Melander 1913. Phytoliriomyza pacifica ingår i släktet Phytoliriomyza och familjen minerarflugor. Inga underarter finns listade i Catalogue of Life.